# Asterospicularia
Asterospicularia is een geslacht van neteldieren uit de klasse van de Anthozoa (bloemdieren).

## Soorten
- Asterospicularia laurae Utinomi, 1951
- Asterospicularia randalli Gawel, 1976